# Maksym Czuczmaj
Maksym Czuczmaj (ur. 25 sierpnia 1887 w Dranczy Ruskiej k. Dubna na Wołyniu, zm. w maju 1936 w Dubnie) – ukraiński polityk i działacz społeczny II Rzeczypospolitej, poseł na Sejm I i II kadencji.

## Życiorys
Pochodził z prawosławnej rodziny rolniczej. Ukończył szkołę nauczycielską w Poczajowie oraz kurs przedsiębiorczości w Żytomierzu.
W latach 1917–1918 piastował mandat radnego sejmiku powiatowego w Dubnie w guberni wołyńskiej.
Pisywał artykuły do "Naszego życia" (Chełm) oraz "Żyttia".
W latach 1922–1930 sprawował mandat posła na Sejm z okręgów Krzemieniec i Pińsk, reprezentował radykałów ukraińskich z Sel-robu.
W kwietniu 1923 wybrano go do specjalnej komisji ds. stanu strzeżenia granic RP.
W Sejmie I kadencji złożył ok. 50 interpelacji w sprawach związanych z życiem Ukraińców w Polsce.

## Literatura
- Ryszard Torzecki, Kwestia ukraińska w Polsce w latach 1923-1929, Kraków 1989, ISBN 83-08-01977-3
- Małgorzata Smogorzewska, Posłowie i senatorowie Rzeczypospolitej Polskiej 1919-1939: słownik biograficzny. T. 1, A-D (red. naukowa Andrzej Krzysztof Kunert), Warszawa 1998